# November 1996
Dit artikel geeft een chronologisch overzicht van alle belangrijke gebeurtenissen per dag in de maand november van het jaar 1996.

## Gebeurtenissen

### 1 november
- De uitzendingen van nieuwszender Al Jazeera gaan van start.

### 2 november
- De gevechten in de Oost-Zaïrese stad Goma tussen door Rwanda gesteunde Zaïrese Tutsi-rebellen en het Zaïrese leger worden in alle hevigheid hervat. De Veiligheidsraad van de Verenigde Naties roept op tot een staakt-het-vuren.

### 4 november
- De Zaïrese president Mobutu Sese Seko komt aan in Roquebrune-Cap-Martin aan de Franse Riviera aan. Hij bezit daar een villa, waar hij verder op krachten wil komen na zijn behandeling in Zwitserland wegens prostaatkanker.

### 5 november
- Bill Clinton verslaat zijn republikeinse tegenstander Bob Dole bij de presidentsverkiezingen.
- Inwoners van de Zaïrese hoofdstad Kinshasa demonstreren opnieuw tegen het "gebrek aan daadkracht" van de regering in het conflict in Oost-Zaïre. Afrikaanse leiders dringen bij de Verenigde Naties aan op het sturen van een "neutrale" troepenmacht naar het gebied.

### 6 november
- Zuid-Afrika staakt met onmiddellijke ingang alle wapenverkopen aan Rwanda. Pretoria is verder bereid troepen te sturen voor een internationale vredesmissie in het Zaïrees-Rwandese grensgebied.

### 7 november
- Talloze vluchtelingen in Oost-Zaïre sterven door uitdroging. Volgens een hoge Zaïrese diplomaat wil de Zuid-Afrikaanse president Nelson Mandela een rol spelen bij het bereiken van vrede in het hart van Afrika.

### 9 november
- Het Nederlands elftal wint ook de tweede kwalificatiewedstrijd op weg naar het WK voetbal 1998 in Frankrijk. In Eindhoven wordt Wales met 7-1 aan de kant gezet, onder meer door drie treffers van Dennis Bergkamp.

### 16 november
- Moeder Teresa wordt erestaatsburger van de Verenigde Staten. Ze is een van de zes die deze eer te beurt valt.

### 17 november
- Josphat Machuka (43.06) en Marleen Renders (50.09) winnen de dertiende editie van de Zevenheuvelenloop (15 kilometer).

### 26 november
- Een standbeeld ter ere van Freddie Mercury wordt onthuld in Montreux.

<< · januari · februari · maart · april · mei · juni · juli · augustus · september · oktober · november · december · >>